# Brussels Indoor 1983
Il Brussels Indoor 1983 è stato un torneo di tennis giocato sintetico indoor. È stata la 4ª edizione del Brussels Indoor, che fa parte del Volvo Grand Prix 1983. Si è giocato a Bruxelles in Belgio dal 7 al 13 marzo 1983.

## Campioni

### Singolare maschile
Peter McNamara ha battuto in finale  Ivan Lendl con il punteggio di 6–4, 4–6, 7–6

### Doppio maschile
Heinz Günthardt /  Balázs Taróczy hanno battuto in finale  Hans Simonsson /  Mats Wilander con il punteggio di 6–2, 6–4